# Atherigona matema
Atherigona matema är en tvåvingeart som beskrevs av Charles Howard Curran 1936. Atherigona matema ingår i släktet Atherigona och familjen husflugor. Inga underarter finns listade i Catalogue of Life.